# Latgales Radio
Latgales Radio (letgallisk: Latgolys Radeja) er en regional radiostation i Rēzekne i det østlige Letland, der hovedsagelig sender programmer på letgallisk. Radiostationen kan modtages i Letgallen, Livlands østlige og nordøstlige dele, Semgallens sydøstlige dele og via internet.
I 2009 overtog det romersk-katolske Rēzeknes-Aglonas stift (lettisk: Rēzeknes-Aglonas diecēze) hovedparten af aktierne i Latgolys Radeja, aktier der tidligere tilhørte Valdis Labinskis –  bestyrelsesmedlem for avisen Latgolas Bolss og direktør for Latgales Radio. Siden den 18. juli 2012 udsender radiostationen Radio Vaticanas udsendelser på lettisk.